# 松村康世
松村 康世（まつむら やすよ、1936年10月13日 - ）は、福井県敦賀市出身の女優。旧芸名は松村 安子（まつむら やすこ）。身長163cm、体重54kg。

## 来歴・人物
劇団くるみ座出身。趣味・特技は三味線と山歩き。

## 出演

### テレビドラマ
- 夫婦百景 第333回「里親志願」（1964年、YTV）
- つむじ風三万両（1964年 - 1965年、NTV / 東映）
- 新選組血風録 第6話「鴨千鳥」（1965年、NET / 東映） - 幾松
- われら九人の戦鬼（1966年、NET / 東映） - 山賊の首領・天香
- 銭形平次 （CX / 東映）　※大川橋蔵版
  - 第4話「千里の虎」（1966年） - お糸
  - 第63話「化粧する女」（1967年） - おしま
  - 第83話「なでしこ悲抄」（1967年） - おまき
  - 第285話「八丁堀の女」（1971年） - お紋
  - 第358話「唄が殺しを呼んでいた」（1973年） - お竜
  - 第465話「地獄の使者」（1975年） - お北
  - 第541話「人情江戸暦」（1976年） - お加津
  - 第643話「姿なき殺人」（1978年） - お竜
  - 第668話「危機一髪！辰の下刻」（1979年） - お蓮
  - 第670話「手鏡を抱く女」（1979年） - 珠江
  - 第727話「刈干切唄」（1980年） - 料理屋女将
  - 第764話「この愛に生きる」（1981年） - お銀
  - 第880話「花嫁殺人事件」（1984年） - お駒
  - 第888話「ああ十手ひとすじ!! 八百八十八町大手柄 さらば我らの平次よ永遠に」（1984年）
- NHK劇場
  - ハッピーエンド（1967年）
  - 最後の時（1967年）
  - 喪章をつけた男（1968年）
  - 末っ子（1968年）
- 風 （TBS / 松竹）
  - 第5話「脅迫者」（1967年） - 秀月尼
  - 第27話「群狼の町」（1968年） - おりゅう
- 徳川おんな絵巻（1970年 - 1971年、KTV / 東映）
- 火曜日の女シリーズ あの子が死んだ朝（1972年、NTV）
- 遠山の金さん（NET・ANB / 東映）
  - 遠山の金さん捕物帳（NET）　※中村梅之助版
    - 第118話「密偵をやめた女」（1972年） - 夜鷹
    - 第168話「数え唄に泣く女」（1973年）

  - 遠山の金さん（NET）　※杉良太郎版
    - 第26話「金の大黒を追え!!」（1976年） - おしげ
    - 第69話「お白州に小判の雨が降る!」（1977年）- 平左衛門長女 おこう

  - 遠山の金さん（ANB）　※高橋英樹版
    - パート1 第21話「母の告白! 二十年の秘密」（1982年） - お久
    - パート2 第39話「破談を狙うガンコ親父の涙!」（1986年） - みつ
- 隼人が来る 第15話「追われ者の掟」（1973年）
- 大岡越前（TBS / C.A.L）
  - 第4部 第13話「除夜の鐘」（1974年12月30日）
  - 第5部
    - 第9話「大奥の陰謀」（1978年4月3日） - 瀬川
    - 第20話「酒に呑まれた男」（1978年6月19日）

  - 第7部 第1話（1983年4月18日） - 高島
- 必殺シリーズ（ABC / 松竹）
  - 暗闇仕留人 第22話「怖れて候」（1974年） - よね
  - 必殺仕業人 第15話「あんたこの連れ合いどう思う」（1976年） - おはま
  - 新・必殺仕置人 第11話「助人無用」（1977年） - おせい
  - 新・必殺仕事人 第32話「主水安心する」（1981年） - 奥平松乃
  - 必殺渡し人 第1話「涼みの夜に渡します」（1983年） - 松江
  - 必殺仕事人・激突! 第17話「主水、幕府のクーデターにまきこまれる」（1992年） - 東雲の局
  - 必殺仕事人2009 第17話「ゴミ屋敷」（2009年）
- ライオン奥様劇場・良人の貞操（1975年、CX / 宝塚映画）
- 影同心II 第23話「一殺多生政商を斬る!!」（1976年、MBS / 東映） - おひさ
- 夫婦旅日記 さらば浪人 第20話「神かくしの村」（1976年、CX / 勝プロ）
- 横溝正史シリーズ（MBS）
  - 本陣殺人事件 第2話（1977年） - 白木静子
  - 悪魔の手毬唄 第3、4、5話（1977年） - 仁礼嘉平の妹・咲枝
  - 不死蝶 第1、2、3話 （1978年） - 鮎川マリの家庭教師・河野朝子
- 桃太郎侍 （NTV / 東映）
  - 第70話「凧に乗った五百両」（1978年） - おかみさん
  - 第87話「鶴が啼く岸辺」（1978年） - お勝
  - 第206話「さようなら! すずめちゃん」（1980年） - 雅乃
  - （テレビ朝日版）第1話「桃太郎侍　狙われた将軍の首 帰って来た桃太郎、小田原－江戸－日光で怒りの鬼退治!」
- 暴れん坊将軍シリーズ（ANB / 東映）
  - 吉宗評判記 暴れん坊将軍
    - 第20話「人情あやめ河岸」（1978年） - 「あやめ」の女将
    - 第70話「三万石よりどじょう鍋」（1979年） - お蘭
    - 第82話「天女のようなガキ大将」（1979年） - お豊
    - 第94話「初春や昼行燈も浮かれ出し」（1980年） - お銀
    - 第163話「鬼女を哭かせた腰抜侍」（1981年） - おらく

  - 暴れん坊将軍II
    - 第3話「気になるあいつの恋びんた!」（1983年） - お梶
    - 第23話「美女三千! 呪われた大奥」（1983年） - お源
    - 第90話「吉宗失脚!?初春一番の大江戸裁き!」スペシャル（1985年） - 滝山
    - 第112話「新様まいる、おてふ恋日記」（1985年） - お艶
    - 第144話「吉宗が愛した悪女」（1986年） - 波江
    - 第175話「愛の証しの月夜唄!」（1986年） - お松

  - 暴れん坊将軍III
    - 第22話「二人の新之助」（1988年） - おふく
    - 第93話「悪霊の城の花嫁」（1989年） - 錦小路

  - 暴れん坊将軍IV
    - 第13話「血ぬられた折鶴」（1991年） - 多恵
    - 第39話「乙女の祈り お手つき志願!?」（1992年） - 萩尾局
    - 第55話「鳩笛慕情! 姫君の供は将軍さま」（1992年） - 東光尼

  - 暴れん坊将軍V 第44話「春を呼んだ喧嘩そば! 」（1994年） - お方様
  - 暴れん坊将軍VI 第37話「冷や飯剣法恋囃子」（1995年） - たき
  - 暴れん坊将軍X 第12話「一度死んだ私! 仕舞湯に入る女の秘密」（2000年） - 湯屋の女将
- 日本名作怪談劇場 第2話「怪談 大奥(秘)不開の間」（1979年、東京12チャンネル） - 浦野
- 日曜恐怖シリーズ「穴の牙」（1979年、KTV） - 「クララ」のママ
- 雪姫隠密道中記 第26話「悲願叶った日本晴れ」（1980年、MBS / S.H.P.）
- 長七郎天下ご免! 第45話「誰がための花かんざし」（1980年、テレビ朝日）- 松島
- 柳生あばれ旅 第16話「狐火と剣の舞い -岡崎-」（1981年、ANB / 東映） - 松風
- 土曜ワイド劇場
  - 京都殺人案内6 男女の水死体はどこから来たか!?（1982年、ABC）
  - 京都・天の橋立殺人事件（1992年）
- 影の軍団シリーズ（KTV / 東映）
  - 影の軍団II
    - 第6話「魔界に消えた女」 (1981年11月10日） - 瀬川
    - 第23話「魔の振袖御殿」(1982年3月4日） - 正法院武子

  - 影の軍団III
    - 第5話「影なき男の影」（1982年5月4日）
    - 第14話「大奥魔女狩り」（1982年7月6日）
    - 第15話「拾った女は夜を恐れる」（1982年7月13日）

  - 影の軍団IV 第18話「半蔵の尻に火がついた」（1985年7月30日、KTV / 東映） - 峰の炎
- 時代劇スペシャル / 紫頭巾 京洛の大粛清（1982年11月5日、CX / 東映）
- 大奥 第1話「大奥誕生」（1983年、KTV / 東映） - 真尾
- 水戸黄門（TBS / C.A.L）
  - 第15部 第13話「娘が救った酔いどれ大工・山口」（1985年4月22日） - 居酒屋の女将
  - 第17部 第16話「命がけの母娘再会・宇和島」（1987年12月14日）- 猿橋の妻
  - 第19部 第16話「鬼が巣喰う金の山・佐渡」（1990年1月15日）- 居酒屋の女将
  - 第22部 第21話「妻をも騙した武士の真実・萩」（1993年10月4日） - 松江
  - 第24部
    - 第14話「波瀾万丈!薩摩の対決・鹿児島」（1995年12月18日） - 女中頭
    - 第26話「女地獄の大掃除・韮崎」（1996年3月18日） - お常
    - 第37話「陰謀砕いた江戸の空・江戸」（1996年6月10日） - 法泉院

  - 第27部 第9話「縁を結んだ南部駒・盛岡」（1999年5月17日） - おたね
  - 第29部 第19話「謎の俳諧師を追え!・高田」（2001年8月6日） - お作
  - 第30部 第12話「古都に消えた! 双子の秘密・京」（2002年4月1日）
  - 第31部 第7話「格も迷惑意地っ張り母娘・宮」（2002年11月25日） - 尾上
  - 第38部 第10話「人情長屋の心意気・福井」（2008年3月10日） - おかね
  - 第40部 第7話「引き裂かれた娘の友情・平泉」（2009年9月7日） - 婆さん
- 京都かるがも病院 第1話（1986年、ANB / 東映）
- 鬼平犯科帳 第1シリーズ 第23話「用心棒」（1990年、CX / 松竹） - 内儀・おわか ※村松康世名義
- 銭形平次（CX / 東映） ※北大路欣也版
  - 第2シリーズ 第15話「封印の罠」（1992年） - 料亭の女将
  - 第3シリーズ 第15話「ひょうたん供養」（1993年） - おたき
  - 第4シリーズ 第10話「お静の秘密」（1994年）
  - 第6シリーズ 第2話「煙の罠」（1997年）
- 将軍家光忍び旅 第2シリーズ 第19話「冬の蛍、罠に落ちた純愛」（1993年、ANB / 東映） - 月心尼
- 御家人斬九郎（1995年 - 2002年、CX / 映像京都） - よね
- 金曜エンタテイメント
  - 山村美紗スペシャル 京都百人一首殺人事件（1995年、CX /  東映）
  - 京都祇園入り婿刑事事件簿8（2001年、CX）
  - ニュースキャスター沢木麻沙子5（2002年） - 宗像節子 役
- 月曜ドラマスペシャル / 一色京太郎事件ノート1 祇園花見小路殺人事件（1995年、TBS） - お芳
- 八丁堀の七人 第3シリーズ 第9話「獄門に笑う女! 牢内にすべての謎が…」（2002年、ANB / 東映）
- 京都迷宮案内5 第8話「殺人犯にされた事件記者」（2003年、ANB / 東映）
- 月曜ミステリー劇場 / 山村美紗サスペンス「京舞妓殺人事件」（2003年、TBS / 東映）
- 大奥 第一章（2004年、CX / 東映）
  - 第1話「負け犬からの脱却」
  - 第5話「囚われた尼君」
- おみやさん4 第6話「札束に埋もれた美死体!! 絶対言えない密会相手…」（2005年、ANB / 東映）
- 女刑事みずき〜京都洛西署物語〜1 第7話「時効直前…逃亡犯を愛した女」（2005年、ANB / 東映）
- ドラマ30 / 暖流（2007年、MBS） - 志摩家の家政婦・佐藤君恵
- 京都地検の女4 第4話「試された母子愛…小さな瞳に映る殺人者の影!!」（2007年、ANB / 東映）
- 密命 寒月霞斬り 第3、4、5、6話（2008年、TX / C.A.L） - お末

### 映画
- 大番頭小番頭（1967年、松竹） - 田丸広子
- 続・秘録おんな牢（1968年、大映京都） - お吉
- 秘録おんな寺（1969年、大映京都） - 妙順
- 出獄四十八時間（1969年、大映京都） - 秋世
- 関東おんな極道（1969年、大映京都） - 富子
- 秘剣破り（1969年、大映京都） - 田鶴
- 十代の妊娠（1970年、大映京都） - 三田牧子
- 悪親分対代貸（1971年、東映京都） - 田所芳子
- 温泉スッポン芸者（1972年、東映京都） - 浅井良江
- 戒厳令（1973年、現代映画社 / ATG） - 北一輝の妻・すず
- 恐怖女子高校 不良悶絶グループ（1973年、東映京都） - 小笠原文子
- まむしの兄弟 二人合わせて30犯（1974年、東映京都） - 尾沢恵子
- 極悪拳法（1974年、東映京都） - おすず
- 女子大生失踪事件 熟れた匂い（1974年、東映京都） - 渋沢律子
- らしゃめん（1977年、東映京都） - 鶴亀楼のお女将
- 陽暉楼（1983年、東映 / 俳優座映画放送） - 時江
- 夜汽車（1987年、東映京都） - 山本勢津
- てんびんの詩（1988年、日本映像企画） - 植木屋女房
- 女帝 春日局（1990年、東映京都） - 香川
- おもちゃ（1999年、東映 / ライジングプロダクション） - 時子の母
- 森の学校（2002年、森の学校製作委員会） - 波多野フキ

### その他のテレビ番組
- 新 近江風土記（びわ湖放送） - ナレーター